# ساي (آوموري)

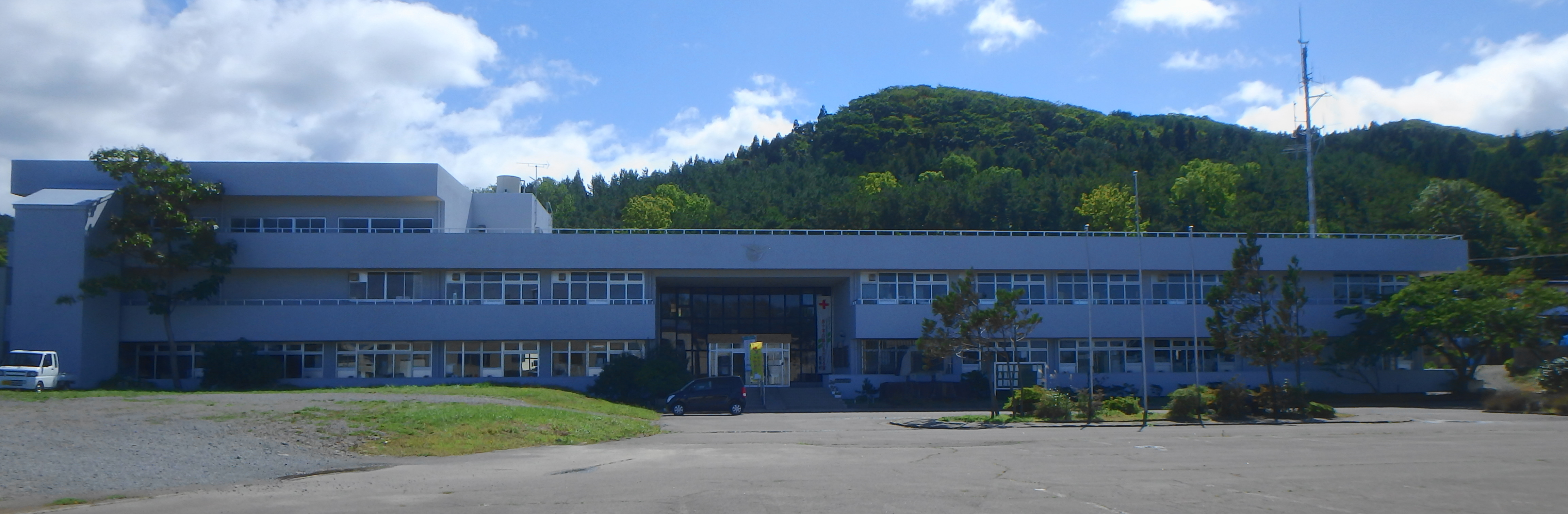
مبنى مجلس قرية ساي

ساي (باليابانية: 佐井村، ساي-مورا) قرية تقع في محافظة آوموري باليابان. بحلول 28 فبراير 2017، بلغ عدد سكانها 2,149 نسمة، بكثافة سكانية بلغت 15.9 شخص لكل كيلومتر مربع، موزعين على 978 أسرة. تبلغ المساحة الإجمالية للبلدة 135.04 كيلومتر مربع (52.14 ميل مربع). في 2016، اُختيرت ساي كواحدة من أجمل القرى اليابانية.

## موقعها
تحتل ساي الساحل الغربي لشبه جزيرة شيموكيتا، في مواجهة مدخل خليج موتسو، من خلال مضيق تسوجارو. تتميز القرية بمناخ محيطي بارد يتميز بصيف قصير لطيف وشتاء بارد طويل مصحوباً بهطول ثلوج غزيرة ورياح شديدة. (حسب تصنيف كوبن للمناخ Cfa). يبلغ متوسط درجة الحرارة السنوية في ساي، 8.9 درجة مئوية. أما متوسط هطول الأمطار السنوي فهو  1,258 ملم مع كون سبتمبر أكثر الشهور الممطرة. وبالنسبة لدرجات الحرارة، يقف أعلى متوسط لها في أغسطس، عند حوالي 21.8 درجة مئوية، وأدنى درجة لها في يناير، عند -2.7 درجة مئوية. تقع أغلب القرية ضمن حدود حديقة شيموكيتا هانتو كواسي الوطنية. وتعد المنطقة الجبلية بها موطناً للعديد من أنواع النباتات والحيوانات الأصلية. تشمل الحياة البرية قرود المكاك اليابانية، السيرو، كلاب الراكون والدببة السوداء الآسيوية. تغطي الغابات حوالي 90 ٪ من مساحة القرية ويعد حوالي 90 ٪ من هذه المساحة غابة وطنية.

### البلديات المجاورة
- محافظة آوموري
  - أوما
  - موتسو

## إدارة مجلس القرية
- رئيس القرية: هيديمي هيغوتشي (منذ 23 أبريل 2014)
- مجلس القرية: 8 أعضاء[6] (غير منتسبين لحزب سياسي)

## السكان
وفقاً لبيانات التعداد الياباني، فقد انخفض عدد سكان ساي خلال الأربعين عاماً الماضية.
| سنة التعداد | السكان |
| ----------- | ------ |
| 1970        | 4,622  |
| 1980        | 4,174  |
| 1990        | 3,348  |
| 2000        | 3,010  |
| 2010        | 2,422  |

## تاريخها
كان شعب الإيميشي يسكن المنطقة المحيطة بأوما حتى الفترة التاريخية. خلال فترة إيدو، سيطرت عليها عشيرة نانبو من إقطاعية موريوكا وازدهرت بسبب صناعة الأخشاب وكمحطة انتقال بالعبّارات إلى إيزو. خلال فترة ما بعد إصلاح ميجي للمساحة في 1 أبريل 1889، أُعلن عن قيام قرية ساي من اندماج ضيعة ساي مع ضيعة تشوغو المجاورة.

## اقتصادها
يعتمد اقتصاد ساي بشكل كبير على قطع الأشجار والصيد التجاري؛ تغطي الجبال والغابات حوالي 90 ٪ من مساحة القرية ويعد حوالي 90 ٪ منها غابة وطنية. تشمل بعض المأكولات البحرية التي تُصطاد محلياً؛ بطارخ قنفذ البحر، أناناس البحر، خيار البحر، الإسكالوب، الصفيلح، الكومبو والحبار. تعتبر السياحة الموسمية مساهم هام أيضاً في الاقتصاد المحلي.

## التعليم
يوجد في ساي مدرسة إبتدائية عامة، مدرسة إعدادية عامة واحدة ومدرستان (إبتدائي/إعدادي) عامتان مشتركتان تديرهما حكومة القرية. ولا يوجد بها مدرسة ثانوية.

## وسائل النقل

### السكة الحديدية
- تفتقر المدينة لخدمات السكك الحديدية للركاب وأقرب محطة قطار هي محطة شيموكيتا.

### الطرق السريعة
- طريق اليابان الوطني رقم 338

## البريد
- مكتب بريد ساي (مكتب استلام وتسليم) (84032)
- مكتب بريد أوشيتاكي (84709)
- مكتب بريد تشانجو (84791)

## مناطق الجذب المحلية
- هوتوكيغاورا - سلسلة من التكوينات الصخرية المنحدرة طبيعياً.
- حديقة شيموكيتا هانتو كواسي الوطنية
- متحف مضيق تسوجارو الثقافي في أروساس
- يانونيموري هاتشيمان-غو

## الاحتفالات والمناسبات المحلية
- فبراير، تنظم ضيعة فوكورا عرض كابوكي يعرض الأساليب الشمالية لهذا الفن.
- يونيو: مهرجان بطارخ قنفذ البحر
- يوليو: مهرجان هوتوكيغاورا
- أغسطس: مهرجان ساي الصيفي للألعاب النارية
- سبتمبر: مهرجان يانونيموري هاتشيمان غو ماتسوري حيث يسحب السكان المحليون عربات بمنصات والذي يجري خلاله أداء رقص الكاغورا ويبارك فيه كهنة الشنتو منازل القرية
- نوفمبر: مهرجان ساي الثقافي، حيث تجرى أشكال مختلفة من أغاني المهرجان ورقص الكاغورا في مركز القرية.
- ديسمبر: مهرجان ضوء الشتاء

## مشاهير من ساي
- غوتارو ميكامي - طبيب ومتطوع في الصليب الأحمر الياباني خلال الحرب الروسية اليابانية

## وصلات خارجية
- الرسمي (باليابانية)
- موقع ساي السياحي (باليابانية)